# Dendrobatoidea
Super-famille
Les Dendrobatoidea sont une super-famille d'amphibiens néo-tropicaux.

## Liste des familles
- Aromobatidae (Grant et al., 2006)
- Dendrobatidae (Cope, 1865)